# Lothar Milde
Lothar Milde, né le 8 novembre 1934 à Halle (Saxe-Anhalt), est un ancien athlète allemand. 
Aux Jeux olympiques d'été de 1968 à Mexico, il a remporté la médaille d'argent du lancer du disque pour l'Allemagne de l'Est. Il avait également participé, mais sans succès, aux deux précédentes éditions au sein de l'équipe unifiée d'Allemagne.
Au niveau européen, il a remporté quatre médailles.

## Palmarès

### Jeux olympiques
- Jeux olympiques de 1960 à Rome ( Italie)
  - 12e au lancer du disque
- Jeux olympiques de 1964 à Tokyo ( Japon)
  - éliminé en qualifications
- Jeux olympiques de 1968 à Mexico ( Mexique)
  -  Médaille d'argent au lancer du disque

### Championnats d'Europe d'athlétisme
- Championnats d'Europe d'athlétisme de 1962 à Belgrade ( Yougoslavie)
  -  Médaille de bronze au lancer du disque
- Championnats d'Europe d'athlétisme de 1966 à Budapest ( Hongrie)
  -  Médaille de bronze au lancer du disque
- Championnats d'Europe d'athlétisme de 1969 à Athènes ( Royaume de Grèce)
  -  Médaille de bronze au lancer du disque
- Championnats d'Europe d'athlétisme de 1971 à Helsinki ( Finlande)
  -  Médaille d'argent au lancer du disque